# Tom Peyer
Tom Peyer (* 23. Februar 1954 in Syracuse, New York) ist ein US-amerikanischer Comicautor.

## Leben und Arbeit
Peyer begann in den 1980er Jahren als hauptberuflicher Comicautor zu arbeiten, seither hat er überwiegend für die US-amerikanischen Comicverlage DC-Comics, Bongo Comics und Wildstorm Publishings geschrieben.
Während Peyer für Bongo Geschichten für die Comicadaption der humoristischen Zeichentrickserie The Simpsons verfasste, schrieb er für Wildstorm an dem Abenteuer-Titel The Authority und für DC an einer langen Reihe von Science-Fiction-Serien wie Legion of Super-Heroes, Legionnaires, L.E.G.I.O.N., R.E.B.E.L.S., Titans und Hourman.
Hinzu kamen einige Arbeiten als Gastautor für Serien wie Superman, Impulse und New Gods, sowie einige Ausgaben der Reihe "80-Page-Giant", so Adventure Comics 80-Page Giant, DCU 80-Page Giant, Secret Origins of Super Villains 80-Page Giant und All-Star Comics 80-Page Giant und andere Spezialausgaben wie JLA Secret Files, JLA in Crisis Secret Files, Golden Age Secret Files, Flash Secret Files, Atom Special und die Miniserie War of the Gods.
Besonders in den frühen Jahren seiner Karriere wirkte Peyer dabei häufig in arbeitsteiliger Weise mit anderen Autoren, wie etwa Roger Stern (Power of Atom), Tom MacCraw, Marv Wolfman (Team Titans) und Mark Waid, zusammen, deren Story-Plots er in fertige Skripte umarbeitete. Zu den Zeichnern die in der Vergangenheit besonders häufig mit der visuellen Umsetzung von Peyers Geschichten betraut wurden zählen unter anderen Rags Morales, Arnie Jorgensen, Ethan Van Sciver, Mike McKone, Jeffrey Moi, Tom Mccraw und Derec Aucoin.